# Pukacze
Pukacze (ang. Knockers) – legendarne postaci z kornwalijskich kopalń rudy żelaza. Duchy pukające w ściany chodników, wskazujące górnikom pokłady rudy.
Według podań są to duchy Żydów, biorących udział w ukrzyżowaniu Chrystusa i za karę zesłanych do kornwalijskich kopalń. Legenda wiąże się z faktycznymi wydarzeniami - w XI i XII wieku Żydzi faktycznie pracowali w kopalniach rudy na terenie Kornwalii. Według Roberta Hunta, autora Popular Romances of the West of England z 1865, Pukacze są z natury przyjazne ludziom, a zdenerwować je może jedynie znak krzyża, w związku z czym górnicy starają się go nie umieszczać w żadnym miejscu w kopalniach. Wygląd Pukaczy nawiązywał do stereotypowego wyglądu przypisywanego Żydom - duchy te miały długie, cienkie kończyny i haczykowate nosy. Zamieszkiwały najciemniejsze i najodleglejsze części kopalń, gdzie dla pozyskania ich przychylności pozostawiano niewielkie porcje jedzenia lub łoju.